# Mihnea cel Rău
Mihnea cel Rău (Mihnea el Malo/Malvado; nacido alrededor de 1462 - 1510), era hijo de Vlad III Draculea (Vlad Ţepeş), y fue el voivoda del principado de Valaquia entre abril de 1508 y octubre de 1509, tras haber sustituido a su primo Radu cel Mare. Durante su reinado, gobernó con su hijo Mircea III en el año 1509. Fue un gobernante impopular entre los boyardos valacos, que lo derrocaron con ayuda otomana, obligándole a huir y refugiarse en Transilvania, donde fue asesinado frente a la catedral de Sibiu y fue enterrado en el interior.

## La lucha por el trono
A la muerte de su padre Vlad III Draculea, Mihnea intentó sucederle en el trono de Valaquia. Organizó varias incursiones con la ayuda de los boyardos que habían apoyado a su padre. En el año 1508 finalmente consiguió su objetivo y se apoderó del trono, pero no gobernó mucho tiempo debido a que los nobles no apoyaban su patriotismo cristiano. Mihnea, como su padre, estaba decidido a luchar contra los turcos en nombre de la cristiandad, y liberar Europa oriental del dominio otomano. Pero debido a la corrupción de los boyardos y la lucha entre las diversas facciones a favor y en contra de los turcos, terminó sufriendo un destino similar a su padre.

## Familia
Los documentos históricos revelan que Mihnea se casó en dos ocasiones. Su primera esposa, Smaranda, murió antes de 1485. Su segunda esposa, Voica, quedó viuda tras el asesinato de Mihnea. Ella educó a sus dos hijos, Milos y Mircea III Dracul, y a su hija Ruxandra, y continuó residiendo en la ciudad de Sibiu, en Transilvania. Se sabe que Mihnea sentía predilección por su segundo hijo, Mircea, a quien dio el nombre de su bisabuelo Mircea cel Bătrân.
Sus descendientes fueron:
- su hijo Milos;
- su hijo Mircea III Dracul, padre de Alexandru II Mirceu, que fue hospodar de Valaquia.
- su hija Ruxandra, que se casó con el voivoda Bogdan III cel Orb de Moldavia;
- algunas fuentes afirman que tuvo otro hijo Morsus Atrum, nacido en 1508, al comienzo del reinado de su padre.

## El apodo "Cel Rău"
Mihnea recibió el apodo de "Cel Rău", que significa el Malo o el Malvado, de sus enemigos, la facción de los boyardos dirigida por los Craiovescu. Uno de los principales enemigos de Mihnea fue un monje llamado Gavril Protul que también fue abad y cronista, dejando un registro histórico sobre su período. Describió el gobierno de Mihnea de la forma siguiente: «Tan pronto como Mihnea comenzó a gobernar abandonó su piel de cordero y levantó sus orejas de lobo... Tomó cautivos a todos los grandes boyardos, los hizo trabajar duro, confiscó cruelmente sus propiedades, e incluso se acostó con sus esposas en su presencia. A algunos les cortó las narices y los labios, a otros los ahorcó, y a otros los ahogó». Parece que Mihnea recurrió a las tácticas de terror de su padre, pero no alcanzó sus proporciones debido a su breve período de gobierno y a que tampoco tuvo la oportunidad.

## Muerte
Después de huir de Valaquia en el año 1510 perseguido por la facción de los Craiovescu, finalmente fue asaltado en la iglesia católica de Sibiu tras asistir a misa. Mientras salía de la iglesia fue apuñalado por Dimitrije Iaxici, un asesino serbio a sueldo contratado por la facción de los Craiovescu. Mihnea fue enterrado en la misma iglesia y su tumba todavía puede ser visitada hoy.

## Adaptaciones cinematográficas

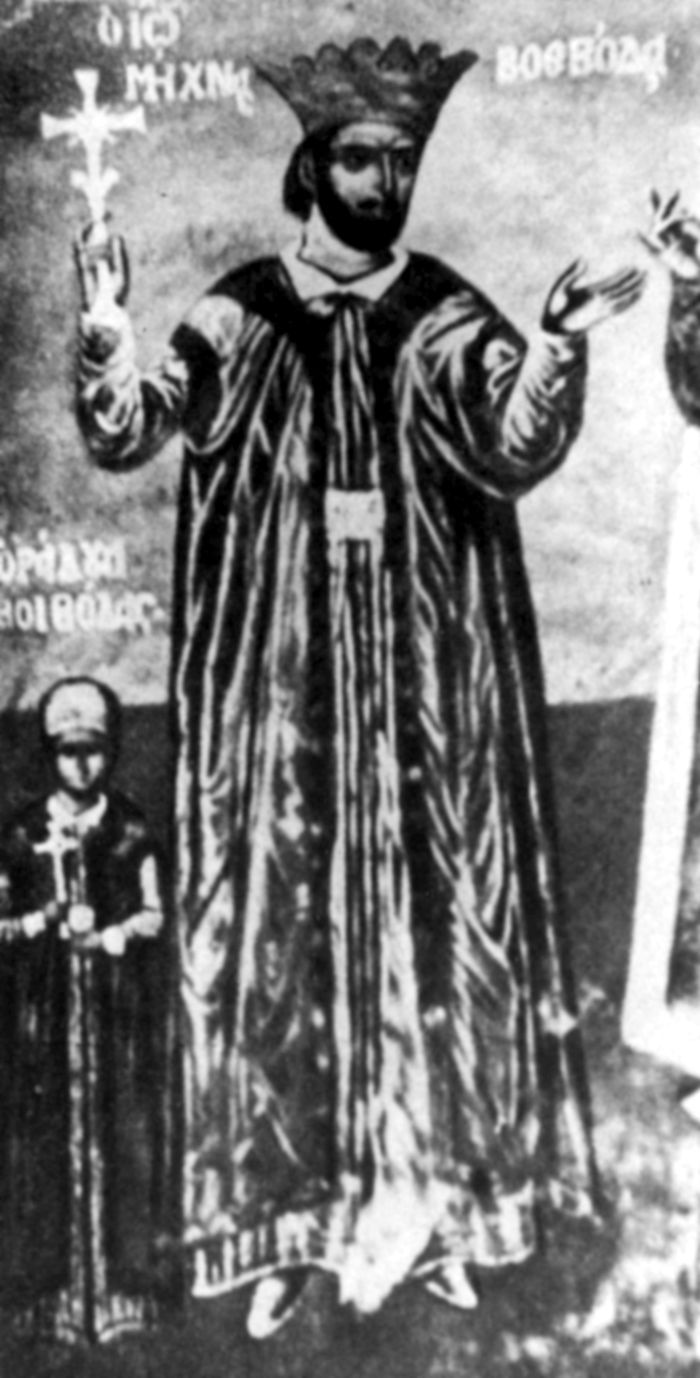
Mihnea I el Malo y su hijo Mircea. Fresco en el monasterio de Iviron, Grecia

En la película El príncipe oscuro: la verdadera historia de Drácula, Mihnea es interpretado por el actor Dan Bordeianu. Sin embargo, a pesar de su reconstrucción histórica la película también es inexacta en muchos aspectos, pues Mihnea recibe el nombre de Vlad. Está documentado que Vlad III tuvo otros dos hijos, uno de ellos llamado Vlad, pero en la película, aparece un solo hijo; el de su primera esposa, que es Mihnea.
| Predecesor: Radu cel Mare | Príncipe de Valaquia 1508-1510 | Sucesor: Mircea III Dracul |